# Рифова акула чорнопера
Рифова акула чорнопера (Carcharhinus melanopterus) — акула з роду Сіра акула родини сірі акули. Інша назва «мальгаська нічна акула».

## Опис
Загальна довжина досягає 1,8 м при вазі 13,6 кг. Після досягнення статевої зрілості темп зростання у акул різко сповільнюється. Самиці дещо більші за самців. За будовою схожа на інших представників свого роду. Голова середнього розміру. Морда коротка, широка, закруглена. Очі помірно великі, овальної форми. Щелепи великій. Зуби трикутної форми із зубцями. Нижні зуби більш зазубрені. Зуби самців більш зігнуті, ніж у самиць. На верхній налічує 11-13 рядків зубів, на нижній — 10-12. Тулуб кремезний, обтічний. Грудні плавці широкі, мають серпоподібну форму. Має 2 спинних плавця, присутній анальний. Другий плавець знаходить напроти анального. Перший спинний плавець доволі зігнутий. Особливістю цієї акули є забарвлення — спинна сторона змінюється від сіро-коричневого до зеленувато-сірих відтінків, черевна — світла, білувата. Верхня частина першого спинного плавця і нижня лопать хвостового плавця мають чорні кінчики. звідси походить її назва.

## Спосіб життя
Це один із самих звичайних видів акул коралових рифів, що населяють рифи різних типів. Мешкає на невеликих глибинах — не більше 75 м, зазвичай від 0,5 до 10 м. У пошуках їжі нерідко заходить на рифи, де вода лише трохи вкриває тіло акули. Трапляється в гирлах солонуватих річок та в озерах, хоча не здатна переносити надто високу солоність води. Воліє до піщаних ґрунтів. Активна, швидка акула. Нерідко утворює зграї, але зустрічаються і одинаки. Виходить за здобиччю вночі. Основу раціону складають рифові риби, головоногі молюски (восьминогів, каракатиць), ракоподібні (креветки, краби, омари, лангусти), доволі рідко дрібних акул скатів, морських змій та падло. Полювати їй дозволяє здатність виявляти невеликі об'єкти на відстані 1,5-3 м.
Статева зрілість у самців настає при довжині 91-100 см, самиць — 96-112 см. Є живородною акулою. Самиця після 7-11 місяців вагітності народжує 2-4 акуленят розміром 33-52 см. Акуленята народжуються з вересня до листопада.
Відомі випадки атак на людей з боку цієї акули. У всіх зазначених випадках агресія з боку акул була спровокована запахом крові, що стікала в воду з загарпунених людиною риб. Схильні до спалахів акулячого божевілля, при цьому їх поведінка стає абсолютно непередбачуваною.

### Харчування
Оскільки вона часто є найпоширенішим хижаком у своїй екосистемі, чорнопера акула відіграє важливу роль у харчовій мережі прибережних екологічних систем  . Його раціон складається в основному з дрібних кісткових риб, таких як кефаль , окунь, Terapontidae , Carangidae , Gerreidae , губан , риба-хірург і Sillaginidae . В Індійському океані спостерігали зграї чорноперих рифових акул, які збирали кефаль у зграї, щоб полегшити їх вилов  . Кальмар , восьминіг _, каракатиці , креветки та морські морські раковини також іноді вживаються в їжу, а також тушки дрібних акул і скатів, хоча це рідко  ,  . Біля північної Австралії цей вид, як відомо, споживає морських змій , таких як Acrochordus granulatus , Hydrelaps darwiniensis , види роду Hydrophis і Lapemis hardwickii  . Акули біля атолу Пальміра іноді полюють на пташенят морських птахів, які випали з гнізд у воду . У шлунках цього виду були знайдені різні матеріали, такі як водорості , підводні рослини, корали , гідрозої , мшанки , щури та каміння  ,  .
Дослідники, які працюють на атолі Еніветак на Маршаллових островах , показали, що чорноперу рифову акулу приваблює бризок або шум, спричинений ударами металевих інструментів об тверді предмети під водою, а також запах Як і більшість акул, чорнопері рифові акули не мають колбочок на сітківці , що обмежує її здатність розрізняти кольори та деталі. З іншого боку, його зір дуже чутливий до рухів або контрасту в умовах слабкого освітлення, що посилюється наявністю tapetum lucidum .. Експерименти показали, що ця акула здатна виявляти невеликі об’єкти на відстані до 1,5-3  м , але не здатна чітко розрізнити форму об’єкта  ,  . Щоб знайти свою жертву, ця акула також використовує електросприйняття  ; його лампи Лоренціні мають чутливість близько 4  нВ/см і ефективний діапазон 25  см  . Як і сіра рифова акула, цей вид стає більш збудженим і «впевненим» у присутності інших особин свого виду, а в екстремальних ситуаціях може переходити у фазу божевілля . Ця акула харчується більше вночі, ніж вдень

### Життєвий цикл
Як і інші представники сімейства, чорнопері рифові акули є живородящими , хоча деталі її життєвого циклу відрізняються в межах ареалу.  лютого , і біля Муреа у Французькій Полінезії , де спарювання відбувається з листопада до  березня . Цей цикл є дворічним біля Альдабри, де існує інтенсивна конкуренція всередині виду та з іншими видами за їжу, що може призвести до того, що самки народжуватимуть лише кожні два роки  . Більш ранні дослідження в Індійському океані Джонсоном (1978), atНа Мадагаскарі Fourmanoir (1961) і в Червоному морі Gohar і Mazhar (1964) дійшли висновку, що в цих регіонах існує дворічний цикл з двома сезонами розмноження на рік з червня по липень і з грудня по  ,  ,  січня. Якщо це справді так, цей коротший репродуктивний цикл із двома народженнями на рік може бути результатом теплішої води  . Ця акула має особливість: вона ніколи не спить, її мозок розділений на дві частини: одна, яка спить, і друга, яка залишається активною протягом 15 хвилин, потім повертається, остання частина переходить у сплячий стан, а перша частина активується.
Під час спаровування самка чорноперої рифової акули повільно пливе за синусоїдальною формою біля дна води, голова спрямована вниз; Спостереження в дикій природі показують, що самки виділяють хімічні сигнали, які дозволяють самцям відстежувати їх. Як тільки самець знаходить її, він стає приблизно на 15  см позаду неї та слідує за  . Самець, який залицяється за самкою, може також вкусити її за зябра або за грудні плавці. Ці травми при спаровуванні повністю загоюються через 4-6 тижнів . Після періоду спільного плавання самець штовхає самку вбік і опускає її голову вниз і хвіст вгору. Коли самка займає позицію, самець вставляє одну зі своїх застібок у її клоаку . Копуляція триває кілька хвилин, після чого акули розлучаються і повертаються до нормальної поведінки  . Біля Муреа старші самки спаровуються і народжують в один і той же час з року в рік, з точністю до одного тижня, тоді як молодші самки менш синхронізовані. Останні також, ймовірно, спаровуються одразу після пологів .
Вагітність триває від 10 до 11 місяців на островах Індійського та Тихого океанів  ,  і від 7 до 9 місяців біля північної Австралії  . Більш ранні автори, такі як Melouk (1957), спостерігали періоди вагітності до 16 місяців, але достовірність цієї цифри згодом була заперечена  . Самка має один функціональний яєчник (праворуч) і дві функціональні матки, що складаються з окремих відділень для кожного ембріона. Яйцеклітини, що нещодавно овулювали, мають розміри 3,9  см на 2,6  см  ; після вилуплення ембріони живляться за рахунок жовткового мішкана першому етапі розвитку. Через два місяці ембріон має довжину 4  см і має добре розвинені зовнішні зябра. Через чотири місяці жовтковий мішок починає перетворюватися в плацентарний зв’язок , який прикріплюється до стінки матки; в цей час на плавниках ембріона з’являються темні плями. У п'ять місяців ембріон має розміри 24  см і розсмоктав зовнішні зябра. Плацента повністю сформована, хоча в деяких випадках жовток залишається протягом семи місяців під час вагітності  .
Пологи  з вересня по листопад у районах з дуже мілководдям всередині рифу 10 ,  ,  . Довжина пташенят становить 40–50 см в Індійському океані та біля північної Австралії, але дитинчат довжиною всього 33  см спостерігали на островах Тихого океану  ,  . Розмір посліду коливається від 2 до 5 (зазвичай 4) і не корелює з розміром самки  ,  . Молоді чорнопері акули часто збираються великими групами у воді, на глибині якої ледве вкриваються їхні тіла, на піщаних косах або в мангрових лісах поблизу берега. Під час припливу вони також пересуваються над затопленими кораловими платформами або морськими водоростями  ,  ,  . Спочатку ріст швидкий, і акула, що міститься в неволі, росла в середньому на 23  см на рік протягом перших двох років життя  . Швидкість росту сповільнюється приблизно до 5  см на рік у молодих і дорослих особин  . І самці, і самки досягають статевої зрілостіна довжині 95  см і 97  см відповідно біля північної Австралії  і 105  см і 110  см відповідно біля Альдабри  . Самці досягають 97  см у зрілому віці біля атолу Пальміра

## Поширення та середовище проживання
Чорнопера акула мешкає в прибережних водах тропічної та субтропічної зони Індо -Тихого океану  . В Індійському океані він зустрічається від Південної Африки до Червоного моря , через Мадагаскар , Маврикій і Сейшельські острови , а звідти на схід уздовж узбережжя Індійського субконтиненту до Південно-Східної Азії, включаючи Шрі-Ланку , Андаманські острови та Мальдіви . У Тихому океані зустрічається від південного Китаю та Філіппін доІндонезія , північна Австралія та Нова Каледонія , а також багато океанічних островів , включаючи Маршаллові острови , острови Гілберта , острови Суспільство , Гаваї та острови Туамоту  . Всупереч тому, що вказує більшість джерел, жодного підтвердженого спостереження цього виду в японських водах ніколи не було, а екземпляри, які ймовірно походять з Японії, ймовірно, походять з Тайваню  . Цей вид бере участь у міграції лессепсів і колонізував Середземне море через Суецький канал .
Хоча відомо, що  чорнопері рифові акули занурюються на глибину до 75 м  . Молоді акули віддають перевагу мілководним піщаним косам, тоді як старші акули частіше зустрічаються на виступах коралових рифів , а також їх можна зустріти біля спусків. Цей вид також був виявлений у солонуватих лиманах і озерах Мадагаскару та прісноводних середовищах Малайзії . Однак вона не здатна переносити низьку солоність води в такому ж ступені, як бичача акула (C. leucas )  . В Альдабрі в Індійському океані чорнопері рифові акули збираються в каналах між рифовими поверхнями під час відпливу та переміщуються в мангрові зарості, коли вода піднімається  . Акули в крайній північній і південній частинах ареалу є перелітними.

## Таксономія
Французькі натуралісти Жан Рене Констан Куоі та Жозеф Поль Гаймар спочатку описали чорноперу рифову акулу під час дослідницької подорожі 1817-1820 рр. на борту корвета Uranie . У 1824 році цей опис було опубліковано в « Навколосвітній подорожі... на корветах SM Uranie і Physicienne» , тринадцятитомному звіті Луї де Фрейсіне про подорож. Типовим зразком є молодий незрілий самець довжиною 59  см , спійманий поблизу острова Вайгео , західна Нова Гвінея  . Quoy і Gaimard спочатку вибрали назвуCarcharias melanopteru для хрещення виду, ця специфічна назва походить від грецьких слів melas , що означає «чорний» і pteron , що означає «плавник», у зв’язку з його відмітними знаками на кінці його плавників  .
Пізніше інші наступні автори перенесли чорноперу акулу до роду Carcharhinus , а в 1965 році Міжнародна комісія з зоологічної номенклатури позначає її типовим видом роду  . У літературі цю акулу іноді помилково називали C. spallanzani , ця назва зараз визнана синонімом плямистої акули ( C. sorrah )

## Філогенез
Як і більшість інших представників свого роду, філогенетичне положення чорноперої рифової акули залишається невизначеним. На основі морфології цих тварин Джек Гаррік у 1982 році припустив, що найближчим родичем чорноперої акули є нервова акула ( C. cautus )  . У 1988 році морфологічний аналіз Леонарда Компаньйо показав, що цей вид близький не тільки до нервової акули, але й до чотирьох інших видів, не вказуючи точних відносин між ними. У 1998 році аналіз алозимів Гевіном Нейлором знову дав неоднозначні результати, вказуючи на те, що чорнопера акула утворює політомію(нерозчинна група) з 10 іншими видами Carcharhinus

## Відносини з людиною
У більшості випадків чорнопері рифові акули мають полохливу поведінку, і їх легко лякають плавці. Однак через прибережне середовище існування, яке часто контактує з людьми, вони вважаються потенційно небезпечним. На початку 2009 року в Міжнародному досьє про напади акул, було зафіксовано 11 неспровокованих нападів і 21 загальний напад (жоден із летальним результатом), пов’язаний з чорноперою акулою. У більшості нападів акули кусають ноги або стопи плавців, вочевидь приймаючи їх за свою природну здобич, і не призводять до серйозних травм. На Маршаллових Островах місцеві жителі запобігають нападам цієї рифової акули, пливучи, а не пробираючись через мілководдя, також можна захиститися від цієї акули, зануривши її тіло у воду. Чорнопера акула також стає агресивною в присутності наживки та може становити загрозу, коли намагається вкрасти улов у підводних рибалок.
Чорноперу акулу регулярно виловлюють прибережні рибалки, наприклад ті, що працюють біля Таїланду та Індії , але вона не є спеціальною ціллю та не вважається комерційно важливою  . М'ясо, що продається свіжим, замороженим, в'яленим і солоним або копченим, можна вживати в їжу, а його печінковий жир і його плавники цінуються  . Міжнародний союз охорони природи визнав чорноперу рифову акулу майже загрозливою. Хоча він залишається широко поширеним і звичайним загалом, у багатьох місцях спостерігалося значне локальне зниження, пов’язане з надмірним виловом. Цей вид має низьку репродуктивну швидкість, що обмежує його здатність підтримувати великі погони. Чорнопері рифові акули часто виставляються в громадських акваріумах через їх характерний акулячий вигляд і скромні розміри, і вони також є принадою для любителів дайвінґу.